# کارلوس فررو
کارلوس فررو (انگلیسی: Carlos Ferrero; ۷ فوریهٔ ۱۹۴۱ – ۳۱ ژانویهٔ ۲۰۲۵) سیاستمدار، و وکیل اهل پرو بود. وی از ۱۵ دسامبر ۲۰۰۳ تا ۱۶ اوت ۲۰۰۵ نخست‌وزیر این کشور بود.
کارلوس فررو در ۳۱ ژانویه ۲۰۲۵، در سن ۸۳ سالگی درگذشت.